# NGC 4654
NGC 4654 (другие обозначения — UGC 7902, MCG 2-33-4, ZWG 71.19, VCC 1987, IRAS12414+1324, PGC 42857) — галактика в созвездии Дева.
Этот объект входит в число перечисленных в оригинальной редакции «Нового общего каталога».